# Unruly - Nessuna regola
Unruly - Nessuna regola (Méditerranées) è un film del 1999 diretto da Philippe Berenger.
La pellicola ha per protagonista Vincent Cassel.

## Trama
Dopo sette anni di assenza Pitou torna a Marsiglia e scopre che la sua ex, Margherite, ha sposato suo fratello, mentre il suo amico Gilles è diventato un boss della mafia marsigliese.
Poco dopo il suo arrivo Pitou rimane implicato in un omicidio: si ritrova nascosto in un quartiere periferico malfamato e pericoloso, ricercato contemporaneamente dalla polizia e dalla mafia locale.